# Салицоле
Салицо̀ле (на италиански: Salizzole; на венециански: Salissol, Салисол) е малко градче и община в Северна Италия, провинция Верона, регион Венето. Разположено е на 22 m надморска височина. Населението на общината е 3779 души (към 2015 г.).
Известно време в Салицоле живее Кангранде I дела Скала († 1329) в замъка на Скалигерите.